# Championnat d'Équateur de football de deuxième division

Logo championnat Liga Pro

Le Championnat d'Équateur de football D2 (Primera Categoría Serie B ou Primera B) est la seconde division professionnelle de football en Équateur.

## Palmarès
| Édition | Champion                              | Vice-champion                 |
| ------- | ------------------------------------- | ----------------------------- |
| 1971    | Macará                                | Olmedo                        |
| 1972 E1 | LDU Portoviejo                        | D. Quito                      |
| 1972 E2 | D. Cuenca                             | U. Católica                   |
| 1974 E1 | LDU Quito                             | América de Quito              |
| 1974 E2 | Aucas                                 | D. Quito                      |
| 1975 E1 | Manta SC                              | Audaz Octubrino               |
| 1975 E2 | Audaz Octubrino                       | 9 de Octubre                  |
| 1976 E1 | Carmen Mora de Encalada               | D. Quito                      |
| 1976 E2 | LDU Portoviejo                        | América de Quito              |
| 1977 E1 | LDU Cuenca                            | Manta SC                      |
| 1977 E2 | Técnico U.                            | D. Quito                      |
| 1978 E1 | Bonita Banana                         | U.D. Valdez                   |
| 1978 E2 | América de Quito                      | LDU Quito                     |
| 1979 E1 | Manta SC                              | Aucas                         |
| 1979 E2 | El Nacional                           | Everest                       |
| 1980 E1 | D. Quito                              | LDU Cuenca                    |
| 1980 E2 | LDU Portoviejo                        | D. Cuenca                     |
| 1981 E1 | Emelec                                | 9 de Octubre                  |
| 1981 E2 | Técnico U.                            | LDU Portoviejo                |
| 1982 E1 | D. Quevedo                            | Aucas                         |
| 1982 E2 | Manta SC                              | América de Quito              |
| 1989 E1 | Delfín                                | U. Católica                   |
| 1989 E2 | Juventus Esmeraldas                   | River Plate Riobamba          |
| 1990 E1 | U. Católica                           | LDU Portoviejo                |
| 1990 E2 | Juvenil Esmeraldas                    | LDU Loja                      |
| 1991 E1 | Green Cross                           | LDU Portoviejo                |
| 1991 E2 | Aucas                                 | ESPOLI                        |
| 1992 E1 | LDU Portoviejo                        | ESPOLI                        |
| 1992 E1 | Santos                                | Calvi                         |
| 1993    | ESPOLI                                | LDU Portoviejo                |
| 1994    | Olmedo                                | 9 de Octubre                  |
| 1995    | D. Cuenca                             | Técnico U.                    |
| 1996    | D. Quevedo                            | Calvi                         |
| 1997    | Panamá                                | Delfín                        |
| 1998    | Macará                                | Audaz Octubrino               |
| 1999    | Técnico U.                            | LDU Portoviejo                |
| 2000    | Delfín                                | LDU Portoviejo                |
| 2001    | LDU Quito                             | Cuenca                        |
| 2002    | Técnico U.                            | Manta FC                      |
| 2003    | Olmedo                                | Macará                        |
| 2004    | D. Quevedo                            | LDU Loja                      |
| 2005 A  | ESPOLI                                | Manta FC                      |
| 2005 C  | Macará                                | U. Católica                   |
| 2006 E1 | D. Azogues                            | U. Católica                   |
| 2006 E2 | Imbabura                              | U. Católica                   |
| 2007    | U. Católica                           | ESPOLI                        |
| 2008    | Manta FC                              | LDU Portoviejo                |
| 2009    | Independiente del Valle               | U. Católica                   |
| 2010    | LDU de Loja                           | Imbabura Sporting Club        |
| 2011    | Técnico U.                            | Macará                        |
| 2012    | U. Católica                           | D. Quevedo                    |
| 2013    | Olmedo                                | Mushuc Runa Sporting Club     |
| 2014    | Aucas                                 | River Ecuador                 |
| 2015    | Delfín                                | Fuerza Amarilla Sporting Club |
| 2016    | Macará                                | Club Deportivo Clan Juvenil   |
| 2017    | Técnico U.                            | Aucas                         |
| 2018    | Mushuc Runa Sporting Club             | Club Deportivo América        |
| 2019    | Orense Sporting Club                  | LDU Portoviejo                |
| 2020    | Asociación Deportiva Nueve de Octubre | Manta Fútbol Club             |
| 2021    | Cumbayá Fútbol Club                   | Gualaceo Sporting Club        |
| 2022    | Club Deportivo El Nacional            | Independiente Juniors         |
| 2023    | Club Social y Deportivo Macara        | Imbabura Sporting Club        |
| 2024    | Vinotinto FC                          | Manta Fútbol Club             |

## Titres par club
| Club                                            | Nombre de titres : (1971-2020) |
| ----------------------------------------------- | ------------------------------ |
| Club Deportivo Técnico Universitario            | 6                              |
| Liga Deportiva Universitaria de Portoviejo      | 5                              |
| Club Social y Deportivo Macará                  | 4                              |
| Club Deportivo Quevedo                          | 3                              |
| Club Deportivo Universidad Católica del Ecuador | 3                              |
| Sociedad Deportiva Aucas                        | 3                              |
| Centro Deportivo Olmedo                         | 3                              |
| Delfín Sporting Club                            | 2                              |
| Club Deportivo Cuenca                           | 2                              |
| Club Deportivo ESPOLI                           | 2                              |
| Manta Sport Club                                | 3                              |
| Liga Deportiva Universitaria de Quito           | 2                              |
| Club Deportivo El Nacional                      | 2                              |
| Bonita Banana Fútbol Club                       | 1                              |
| Centro Deportivo Juvenil                        | 1                              |
| Club Atlético Green Cross                       | 1                              |
| Club Atlético Juventus                          | 1                              |
| Club Deportivo América                          | 1                              |
| Club Deportivo Audaz Octubrino                  | 1                              |
| Club Deportivo Carmen Mora de Encalada          | 1                              |
| Club Sport Emelec                               | 1                              |
| Deportivo Azogues                               | 1                              |
| Imbabura Sporting Club                          | 1                              |
| Liga Deportiva Universitaria de Cuenca          | 1                              |
| Manta Fútbol Club                               | 1                              |
| Panamá Sporting Club                            | 1                              |
| Santos Fútbol Club                              | 1                              |
| Sociedad Deportivo Quito                        | 1                              |
| Cumbayá Fútbol Club                             | 1                              |